# Industria del vehículo eléctrico en India
La industria del vehículo eléctrico en India tiene un importante apoyo en la  'National Electric Mobility Mission Plan - NEMMP) 2020' (Plan de Misión de Movildad Eléctrica Nacional 2020), lanzado en 2013 para dirigir los asuntos de seguridad de energía nacional, contaminación vehicular y crecimiento de las capacidades de fabricación nacionales. Reiterando su compromiso con el Acuerdo de París, el Gobierno de India tiene planes para hacer un cambio importante hacia los vehículos eléctricos para 2030. Compañías de comercio electrónico, fabricantes automovilísticos indios como Reva Electric Car Company -Reva Compañía Automovilística Eléctrica (RECC),y acompañías de redes de transporte basadas en aplicaicones, como Ola, están trabajando en hacer de los coches eléctricos algo común en las próximas dos décadas.

## Asociaciones industriales
- Sociedad de Fabricantes de Vehículos Eléctricos (SMEV)
- Liderazgo en Energía y Diseño Medioambiental

## Fabricantes de vehículos eléctricos en India/fabricantes de vehículos eléctricos lanzados en India

### Coches todo-eléctricos

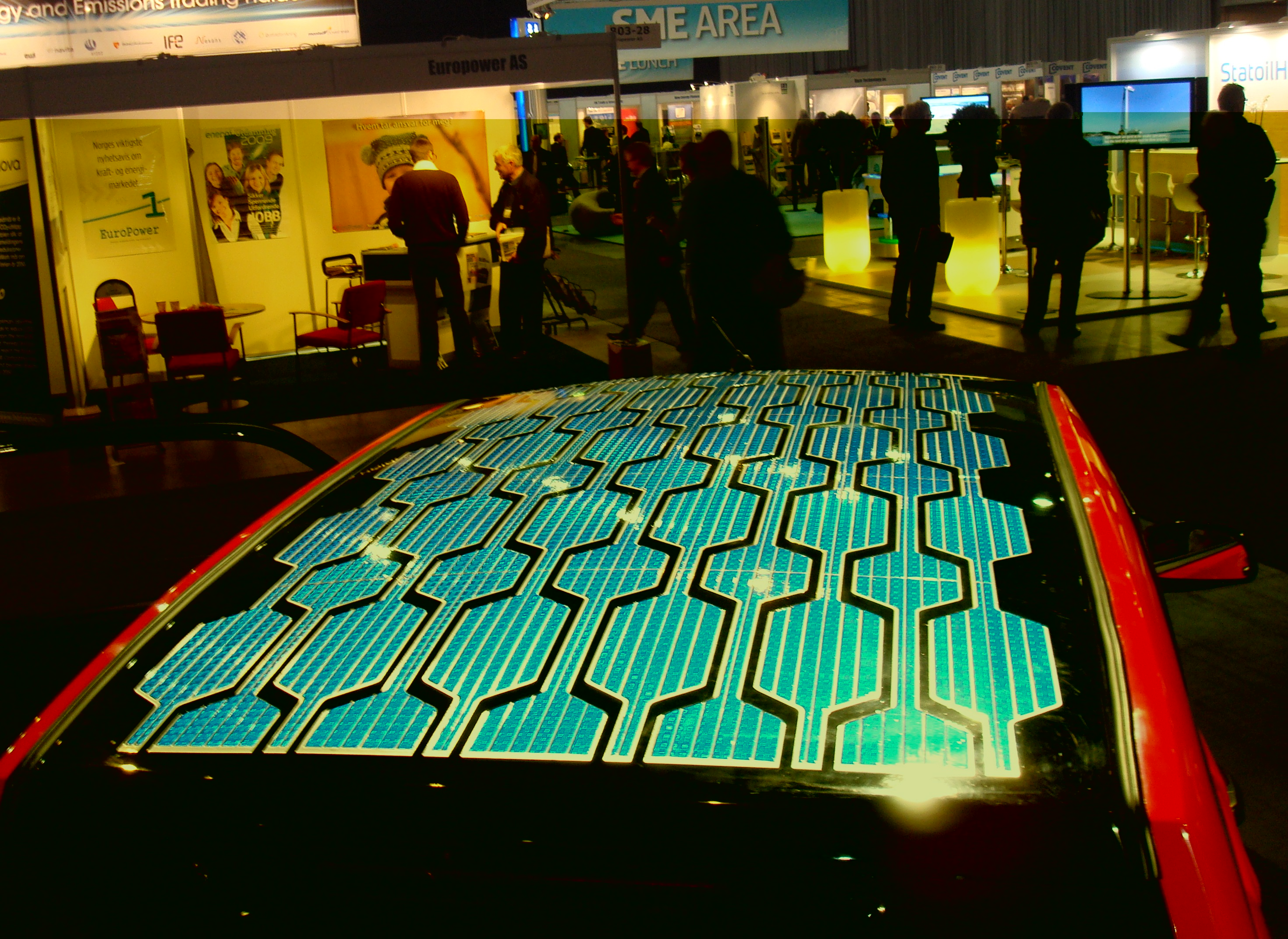
Tableros solares en el techo de Reva NXR coche de concepto

Los coches eléctricos disponibles en India son:
- Eddy Current Controls, Love Bird
- Mahindra e2oPlus
- Mahindra e-Verito.[8]
- Tata Tigor Eléctrico
- Mahindra e-KUV 100
- Tata Tiago Eléctrico

ISRO ha probado un automóvil híbrido alimentado por electricidad solar - un Maruti Omni modificado con una plataforma de paneles solares instalada en el techo del coche.

### Escúteres
Las compañías siguientes han lanzado scooters eléctricos en India:
- Heroelectric (Hero Motocorp)[10]
- Greendzine Tech[11]
- Sincero B6[12]
- Infinite e-solutions[13]
- Ampere Vehicles [56]
- Ather Energy Pvt Ltd (para ser lanzado)[14]
- CEEON INDIA[15]
- Twenty Two Motors (kymco)[16]
- AVERA New and Renewable Energy Moto Corp Tech Pvt Ltd[17]
- Okinawa Autotech Pvt. Ltd.[18]
- YoBykes (ELECTROTHERM (INDIA) LTD.)[19]
- Lohia Auto Industries[20]
- Palatino (Xxplore Automotive Pvt Ltd.)[21]
- Tunwal E Vehicles private limited[22]
- BSA Motors (interrumpido)[23]
- Thunder wind
- BPG
- Rexnamo
- hema E-Vehicle and Solar Pvt. Ltd. (SES)
- Nds eco
- Ether
- Ved Motors[24]

### Motocicletas
Las compañías siguientes han lanzado motocicletas eléctricas en India:
- SVM Bicis por Srivaru Motores Pvt Ltd[25][26]
- Earth Energy EV (para ser lanzado)[27]
- Tork Motors (para ser lanzados)[28]
- Emflux Motors (para ser lanzados)[29][30]
- Menza Motores
- OK PLAY
- Rexnamo
- Ultraviolette Automotive (TVS Investment)[31]
- Darwyn
- Orxa Energies (para ser lanzados)[32]

### Bicicletas
Las compañías siguientes han lanzado bicicletas eléctricas en India:
- Elektron Cycles
- Hulikkal Electro India Pvt Ltd
- Ampere Vehicles
- BSA Motors
- EBike India
- Electrotherm
- EKO
- OMO Bikes
- Spero

### Autobuses

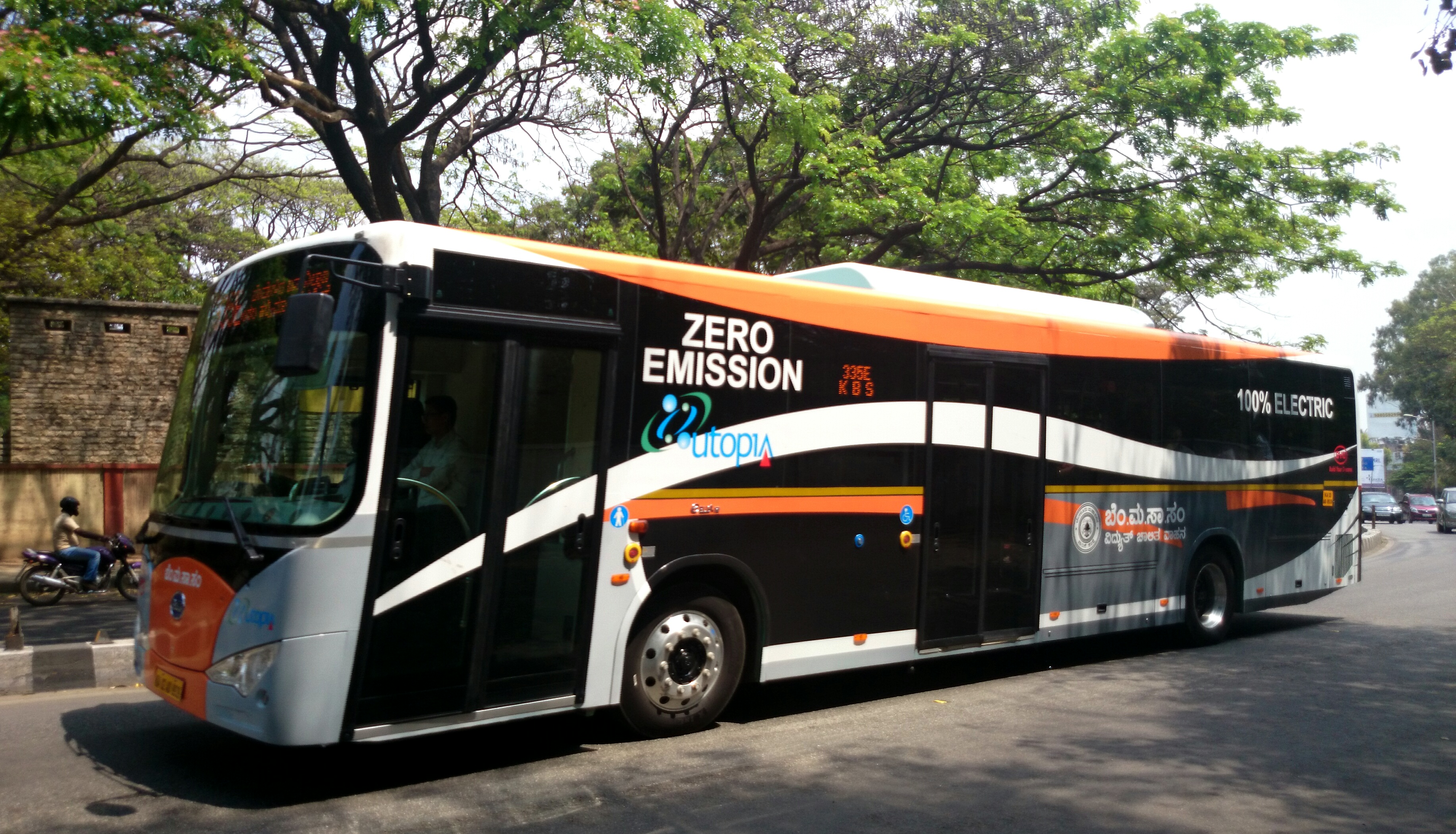
Autobuses eléctricos en Bangalore por BMTC

Primer autobús eléctrico de India se lanzó en Bangalore en 2014.
Ashok Leyland lanzó su autobús eléctrico en octubre de 2016.
Tata Motors lanzó su autobús eléctrico puro ‘Starbus Eléctrico 9m' en enero de 2017.
Goldstone Infratech proveyó a Himachal Pradesh Transport Corporation con 25 autobuses eléctricos en septiembre de 2017.

### Mini camionetas
Las compañías siguientes han lanzado eléctricas camionetas eléctricas en India:
- Mahindra[38]
- Tata Motors, Ace Electric en 2016[39]
- Ashok Leyland, camioneta Dost Electric

### Rickshaws

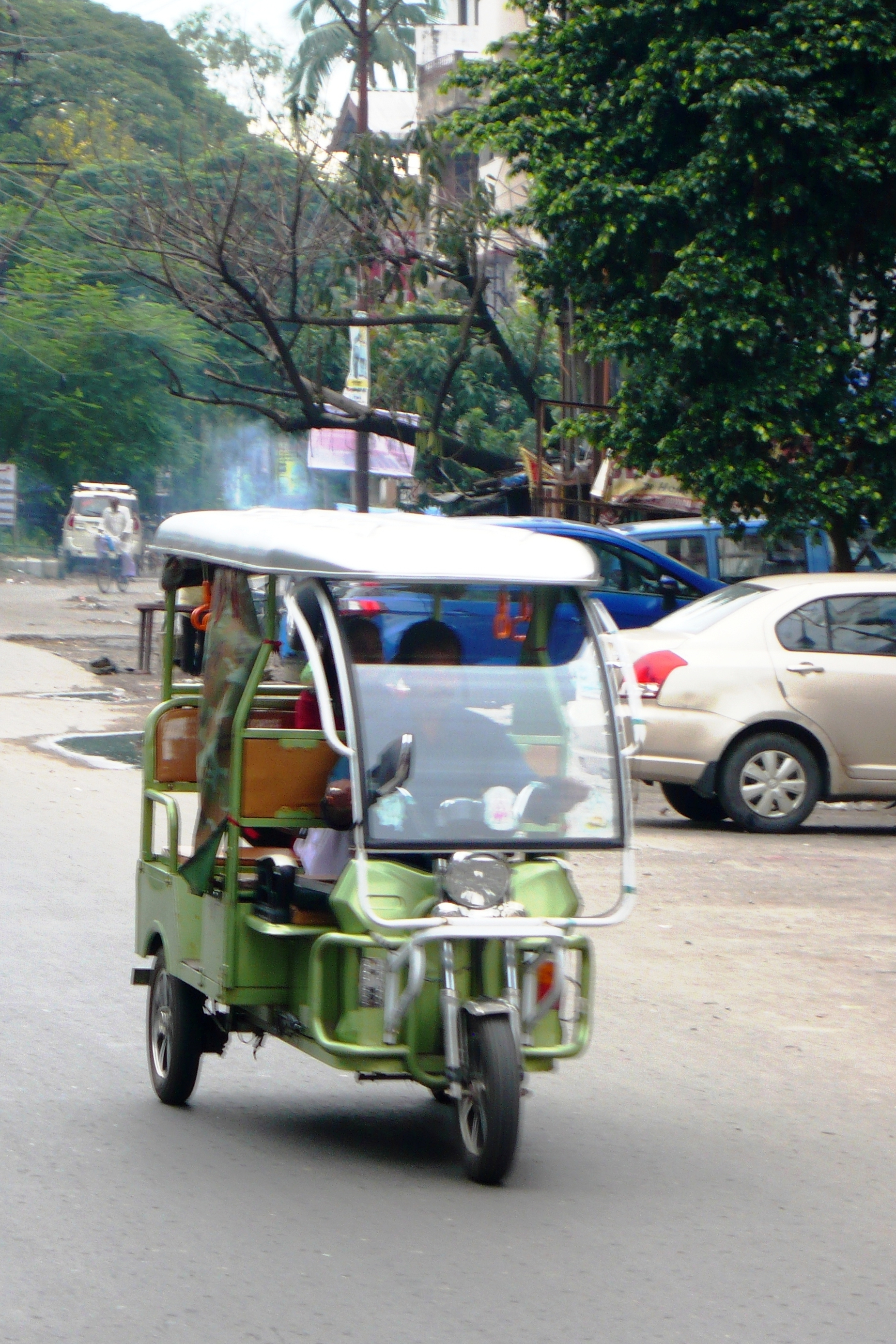
Coche eléctrico rickshaw en Siliguri

Se aprobó una Ley de Vehículos a Motor (Enmienda) por el Parlamento en 2015, que estableció los e-rickshaws operados por batería como forma válida de transporte comercial en India. Con su medida pequeña y radio de torneado pequeño, el E-rickshaw es ya un modo popular de transporte en Delhi-NCR, particularmente en caminos pequeños y áreas congestionadas.
Las compañías siguientes han lanzado rickshaws eléctricos en India
- Dilli Electric Auto Pvt Ltd
- CEEON INDI
- Adapt Motors Pvt Ltd.
- Volta Motors
- Kinetic Green
- Gayam Motor Works
- REEP Industries - REEP Motors
- Mahindra electric
- Infinite e-solutions
- Go Green BOV
- OK play
- Atul Auto Ltd.

### Ferrocarriles

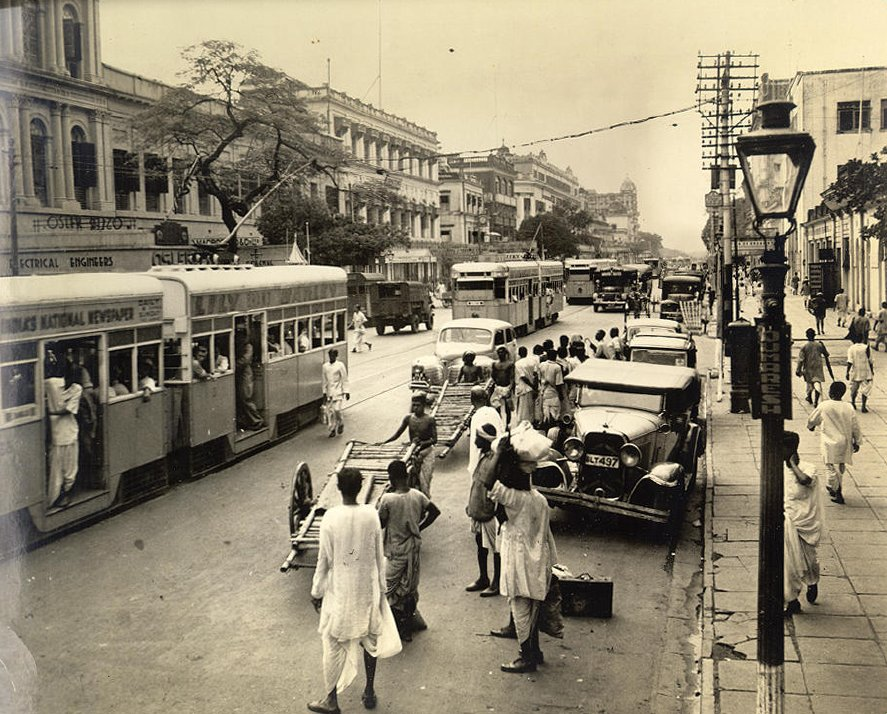
Tranvía eléctrico en Kolkata, 1945

Los ferrocarriles indios tienen una larga historia del uso de locomotoras eléctricas, empleadas por primera vez en 1925. El 31 de marzo de 2017, el Gobierno anunció que la red de raíles entera en el país se electrificaría para 2022. Los ferrocarriles indios na probado exitosamente trenes con paneles solares integrados. La electricidad generada por estos paneles se utiliza para las luces y ventiladores dentro del tren.

### Barca eléctrica solar
- Aditya, de NavAlt

## Proveedores de solución de la movilidad
En 2015, Lithium Technologies situada en Bangalore lanzó un servicio de taxi todo-eléctrico servicio para corporaciones. En junio de 2017, el grupo logístico Baghirathi Travel Solutions basado en Bangalore, se convirtió en la primera compañía del país en lanzar un sedán eléctrico para flota de taxis.

## Los retos afrontados

### Infraestructura de recarga

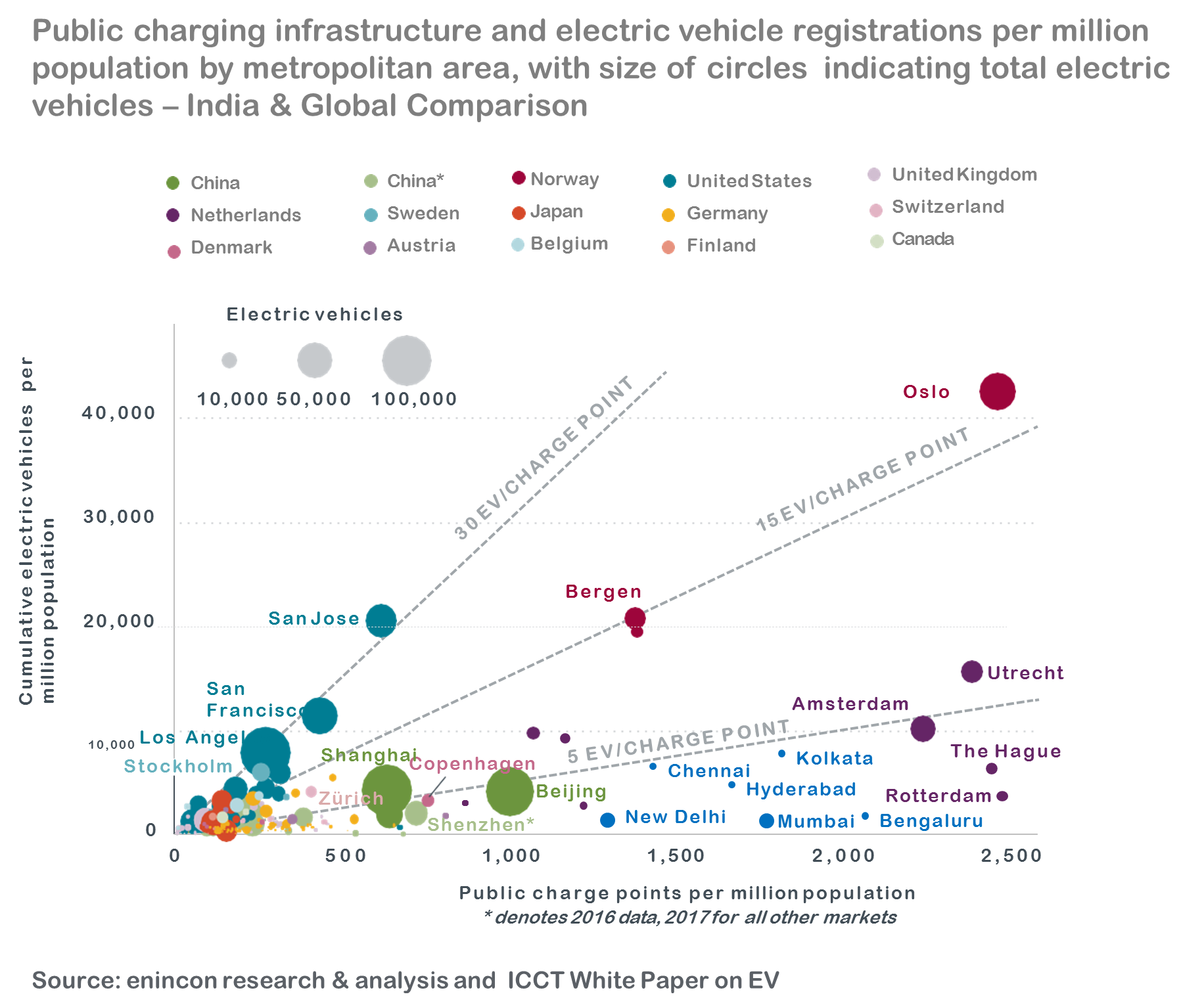
Vehículos Eléctricos acumulativos por millones de habitantes

La infraestructura de carga para vehículos eléctricos en India no ha sido plenamente desarrollada todavía. Ha habido iniciativas para instalar estaciones de recarga comunitarias, como en el caso de las estaciones de recarga de Plugin India . Nuevos informes han recogido la existencia de planes para proporcionar puntos de recarga solares en las gasolineras del país.
La infraestructura de carga, principalmente de tipo 2, será el reto más duro en integración de términos de servicio para India.  Para rápido DC cobrand. Se asume que el 10% de la infraestructura de carga requerida en India estará compuesta de estaciones de carga rápida y el 90% restante será de instalaciones públicas tipo 2.
El 22 de mayo de 2018 Ather Energy lanzó su servicio de infraestructura de recarga en Bangalore denominado Ather Grid, denominando a cada estación de recarga como  'Punto'. El servicio está abierto a todos los vehículos eléctricos pero ha sido desplegado dónde Ather planea para lanzar su propio escúter eléctrico.

## Razones para el cambio a la movilidad limpia
1. Índices de Calidad del aire relacionaron a India indica que el aire en muchas ciudades de India es ya no sanos.[53][54][55] Automóvil la contaminación relacionada ha sido una de las causas para este.
2. Los aspectos relacionaron al calentamiento global necesita un cambio a soluciones de automóvil que reduce/ no produce greenhouse emisiones gasistas.
3. La necesidad de reducir dependencia en un fósil-alimentar economía basada. Las importaciones de aceite crudo de India para 2014-15 era 112 miles de millones dólares  (aproximadamente 7,00,000 crore rupias).[56] Para comparación, la asignación para el Mahatma Gandhi Garantía de Ocupación Rural Nacional Esquema, en presupuesto 2017-18, es 48,000 crore rupias.[57]
4. India puede devenir un proveedor global para soluciones de movilidad limpia y procesa aquello es asequible y escalable.
5. Las personas que viven en algunos de las ciudades indias están siendo afectados por contaminación de ruido.[58] Algunos de las ciudades indias tienen los niveles de contaminación de ruido peores en el mundo.[59][60] Los vehículos eléctricos pueden contribuir a una reducción en niveles de contaminación del ruido en las ciudades.[61]
6. Eficacia de energía y reducción de emisión ha mejorado en automóviles. Todavía, el crecimiento en número total de vehículos encima carretera, y la contaminación total resultante y consumo de energía total sacaron todo obtiene hecho por betterment en eficacia de energía y reducción de emisión por automóviles. Medidas de eficacia de la energía y medidas de control de la contaminación no mantuvieron paso con el crecimiento de ventas en vehículos. El número total de vehículos registró en India ha sido 5.4 millones, 11 millones, 33 millones, 40 millones y 210 millones en los años 1981, 1986, 1996, 2000 y 2015.[62][63][63][64][62] Esto indica un 3500+ crecimiento de porcentaje en el número total de vehículos entre 1981 y 2015. El número total de vehículos vendió en India aumentó entre 1,54,81,381 en 2010-11 y 2,04,69,385 en 2015-16 indicando un 30+ crecimiento de porcentaje en este cinco periodo de año.[65]

## Iniciativas del Gobierno de India
El Gobierno empezó el esquema Faster Adoption and Manufacturing of Hybrid and Electric vehicles (FAME) scheme (Adopción más Rápida y Fabricación de Vehículos Híbridos y Eléctricos - FAMA) que proporciona incentivos para adquirir vehículos eléctricos. El Gobierno está promoviendo proyectos para aumentar la infraestrucutra de recarga en el país.
Karnataka aprobó ectric Vehicle and Energy Storage Policy 2017En (Política de ergía y Vehículo Esléctricos Po2017).
El vehículo está cubierto por el esquema FAME del Gobierno de India (Adopción más Rápida y Fabricación Vehículos Eléctricos), que ofrece incentivos a los vehículso eléctricos que van desde Rs.1,800 a Rs.29,000 para escúteres y motocicletas y Rs.1.38 Lac para coches. FAME es parte de Ntional Electric Mobility Mission PlPlMn (Plan de Sion de Mola vilidad Eléctrica Nacional P)e India.